# 中御門宣順
中御門宣順（なかのみかど のぶあり、慶長18年（1613年）10月27日 - 寛文4年（1664年）5月3日）は、江戸時代初期の公卿。初名は中御門宣繁。法名は乗喜。

## 官歴
- 元和6年（1620年）：従五位上、左兵衛佐
- 元和9年（1623年）：正五位下
- 寛永4年（1627年）：右少弁、蔵人
- 寛永5年（1628年）：正五位上、左少弁
- 寛永8年（1631年）：右中弁
- 寛永9年（1632年）：従四位上
- 寛永10年（1633年）：正四位上
- 寛永12年（1635年）：左中弁、右大弁
- 寛永16年（1639年）：蔵人頭
- 寛永18年（1641年）：左大弁
- 寛永19年（1642年）：従三位、参議
- 寛永20年（1643年）：踏歌節会外弁
- 正保2年（1645年）：権中納言
- 正保4年（1647年）：正三位
- 承応2年（1652年）：権大納言
- 承応3年（1653年）：正二位

## 系譜
- 父：中御門尚良
- 弟：岡崎宣持
- 弟：松崎宣陸
- 弟：中御門宣兼
- 弟：中御門尚冬
- 子：中御門資熈